# Bara brith
Bara brith – tradycyjny walijski słodki chleb o smaku herbaty, suszonych owoców i przypraw.
Spadek jego popularności doprowadził do tego, że w roku 2006 supermarket Morrisons usunął go ze swoich półek, a rok później badanie wykazało, że 36% nastolatków w Walii nigdy go nie próbowało. Został on następnie powtórnie rozpowszechniony przez znanych szefów kuchni. Powstało kilka wariacji na temat bara brith, w tym przekształcenie go w czekoladę i lody.

## Historia
Bara brith wywodzi swoją nazwę z języka walijskiego: bara oznacza „chleb” i brith tłumaczy się jako „nakrapiany”. Twierdzi się, że został wynaleziony przez walijskiego szefa kuchni, który dodał suszone owoce i przyprawy do ciasta chlebowego, tworząc pierwszą wersję tradycyjnego chlebka do herbaty. Później używano tego słowa jako kolokwializmu – ang. over spice the bara brith („nadmierne przyprawienie bara brith”) oznacza zrobienie czegoś w nadmiarze.
W 2006 roku brytyjska sieć supermarketów Morrisons wycofała bara brith ze sprzedaży w 19 swoich sklepach w Walii. W prasie pojawiły się skargi, ale firma upierała się, że chleb został usunięty z powodu braku sprzedaży. Ankieta przeprowadzona przez brytyjską sieć supermarketów Sainsbury’s w 2007 roku wykazała, że 36% ankietowanych nastolatków w Walii nigdy nie próbowało bara brith. Kiedy przeglądano odpowiedzi w całej Wielkiej Brytanii, około 85% nastolatków nigdy nie próbowało tradycyjnego walijskiego chleba.
Słynny szef kuchni Phil Vickery w roku 2011 przygotował bara brith w Brynsiencyn, na wyspie Anglesey, dla odcinka serialu telewizyjnego ITV This Morning. Użył tradycyjnego przepisu, który został przekazany lokalnemu szefowi kuchni Nerys Roberts przez jej rodzinę. Jej piekarnia wcześniej zaopatrywała w bara brith brytyjską sieć supermarketów Safeway, zanim ta została wykupiona przez Morrisons. Beca Lyne-Pirkis upiekła bara brith podczas jednej z konkurencji w czwartej serii serialu telewizyjnego BBC „The Great British Bake Off” w 2013 roku. Chociaż oparła go na przepisie swojej babci, trudno było jej ukończyć konkurencję w ciągu trzech godzin przeznaczonych na tę rundę. Wypiek jednak zdobył uznanie sędziów Paula Hollywooda i Mary Berry.

## Przepis
Chleb jest wyrabiany ze zmieszania mąki (białej lub samorosnącej), drożdży (jeśli nie używa się mąki samorosnącej), masła, suszonych owoców (takich jak rodzynki, koryntki i sułtanki), mieszanych przypraw i jajka. Niektóre przepisy faworyzują moczenie przez noc przed pieczeniem suszonych owoców w herbacie. Ta mieszanina jest następnie zostawiana do wyrośnięcia, aby umożliwić fermentację. Po początkowym okresie powietrze jest wybijane z mieszanki, i ta może ponownie wyrosnąć. Ten okres przygotowania może zająć do dwóch godzin, wliczając w to czas odpoczynku dla mieszanki chlebowej. Następnie piecze się ciasto w piekarniku. Bara brith jest tradycyjnie podawany na „tea time”, obok herbaty. Zwykle podaje się go w plastrach posmarowanych masłem z jednej strony.

### Odmiany
W Argentynie bara brith jest również znany jako torta negra („czarne ciasto”). Jedna z najbardziej tradycyjnych potraw pochodzących z dolin prowincji Chubut, została przywieziona przez osadników walijskich, którzy zaczęli przybywać do Argentyny w 1865 roku. W Walii występują również inne odmiany. Lyne-Pirkis w „The Great British Bake Off” zastąpiła olejkiem herbacianym całonocny proces moczenia owoców. W książce E. Smith Twiddy „The Little Welsh Cookbook”, filiżanka zimnej herbaty jest dodana do mikstury, a marmolada jest używana jako glazura. Sławny walijski szef kuchni Bryn Williams używa smalcu w swoim przepisie oraz kombinacji rodzynek i skórki kandyzowanej jako mieszanych owoców.
Smaki bara brith zostały również wykorzystane w innych rodzajach żywności. Firma Pemberton's Victorian Chocolates w Llanboidy, Carmarthenshire opracowała w 2009 roku czekoladę inspirowaną bara brith, używając nadziewanej czekolady o smaku herbaty, uzupełnionej suszonymi owocami i mającej konsystencję ciasta. Kiedy ówczesny książę Walii odwiedził Ammanford, Carmarthenshire w 2011 roku, spróbował lodów bara brith. Zostały one wytworzone przez lokalną lodziarnię, która wiedziała o zamiłowaniu księcia do tego chleba. 